# Vestenberg

St. Laurentiuskirche

Vestenberg (fränkisch: Festnbärch) ist ein Gemeindeteil der Gemeinde Petersaurach im Landkreis Ansbach (Mittelfranken, Bayern). Die Gemarkung Vestenberg liegt teils auf dem Gemeindegebiet von Petersaurach, teils auf dem Gemeindegebiet von Weihenzell. Sie hat eine Fläche von 9,671 km² und ist in 1280 Flurstücke aufgeteilt, die eine durchschnittliche Flurfläche von 7555,16 m² haben. In ihr liegen neben dem namensgebenden Ort die Gemeindeteile Adelmannssitz, Frohnhof, Külbingen, Schafhof und Thurndorf.

## Geografie
Das Pfarrdorf grenzt im Osten direkt an Schafhof und im Nordosten direkt an Adelmannssitz. Ein Teil der Ortschaft liegt im Rippbachtal, der größere Teil an der Steigung bis auf die Anhöhe. Der Rippbach ist ein linker Zufluss des Haselbachs (auch Haslach genannt). Im Westen liegt der Kindlerswald und im Südwesten das Waldgebiet Himmelreich.
Gemeindeverbindungsstraßen führen die Kreisstraße AN 10 kreuzend nach Adelmannssitz (0,6 km nordöstlich), nach Schafhof (0,2 km südöstlich), nach Wustendorf zur AN 10 (1,1 km nördlich), nach Frohnhof (1,2 km westlich), nach Külbingen zur Bundesstraße 14 (2,6 km südwestlich) und zur AN 10 nördlich von Wicklesgreuth (1,1 km südöstlich).

## Geschichte
Der Ort wurde 1234 als „Festinberc“ erstmals urkundlich erwähnt. Der Ortsname bedeutet zu der festen Burg.
Der Ort war Sitz der Herren von Vestenberg. Ihr Wappen, der grün-weiß-grüne Schild mit dem Brackenkopf als Helmzier, befindet sich noch auf der Stützmauer in der Ortsmitte. Ihre Burg Vestenberg lag oberhalb des Ortes an der Stelle der heutigen Kirche, nur ein kleines Stück Mauer hat die Zeiten überdauert. Oft wechselte die Burg ihre Besitzer, von den Vestenberg zu den Dornbergern, dann zu den Heideckern und von diesen zu den Herren von Eyb, die sie fast 300 Jahre lang besaßen, bis sie die Herrschaft 1724 an die Markgrafen verkauften. Aus der Zeit der Herren von Eyb ist noch die alte Kapelle von 1466 erhalten, sie dient heute als Gemeindehaus. Während des Bauernkriegs (1524/26) wurde der Ort völlig verwüstet. Auch im Dreißigjährigen Krieg wurde der Ort stark in Mitleidenschaft gezogen. Mitte des 17. Jahrhunderts siedelten sich in Vestenberg protestantische Flüchtlinge aus Oberösterreich an.
Gegen Ende des 18. Jahrhunderts gab es in Vestenberg 28 Anwesen (Altes Vogthaus, Schafhof mit Gütlein, 1 Gut, 10 Gütlein, 1 Halbgut, 2 Halbgütlein, 2 Mühlen, 1 Schmiede, 1 Tafernwirtschaft, 1 Bäckersgut, 1 Gütlein mit Badrecht, 6 Leerhäuser). Das Hochgericht übte das brandenburg-ansbachische Hofkastenamt Ansbach aus. Die Dorf- und Gemeindeherrschaft und die Grundherrschaft über alle Anwesen hatte das Vogtamt Vestenberg. Neben den Anwesen gab es noch kirchliche Gebäude (Kirche, Pfarrgut) und kommunale Gebäude (Schule, Hirtenhaus). Von 1797 bis 1808 unterstand der Ort dem Justiz- und Kammeramt Ansbach. Es gab zu dieser Zeit 29 Untertansfamilien.
Im Jahr 1806 kam Vestenberg an das Königreich Bayern. Im Rahmen des Gemeindeedikts wurde im Jahr 1808 der Steuerdistrikt Vestenberg gebildet, zu dem Adelmannssitz, Fessenmühle, Frankendorf, Frohnhof, Külbingen, Schafhof, Thurndorf und Wustendorf gehörten. Die Ruralgemeinde Vestenberg entstand im Jahr 1811 und war deckungsgleich mit dem Steuerdistrikt. Sie war in Verwaltung und Gerichtsbarkeit dem Landgericht Ansbach zugeordnet und in der Finanzverwaltung dem Rentamt Ansbach (1919 in Finanzamt Ansbach umbenannt). Mit dem Zweiten Gemeindeedikt (1818) wurden Fessenmühle, Frankendorf und Wustendorf nach Bruckberg umgemeindet. Im selben Jahr reichte Vestenberg ein Gesuch ein, dies rückgängig zu machen, was jedoch abgelehnt wurde. Ab 1862 war das Bezirksamt Ansbach (1939 in Landkreis Ansbach umbenannt) für Vestenberg zuständig. Die Gerichtsbarkeit blieb bis 1870 beim Landgericht Ansbach, von 1870 bis 1879 war das Stadt- und Landgericht Ansbach zuständig, seit 1880 ist es das Amtsgericht Ansbach. Die Gemeinde hatte 1964 eine Gebietsfläche von 9,467 km².
Am 30. April 1978 wurde im Zuge der Gebietsreform in Bayern die Gemeinde aufgelöst. Adelmannssitz, Frohnhof, Külbingen, Schafhof und Vestenberg wurden nach Petersaurach eingemeindet, Thurndorf kam zur Gemeinde Weihenzell.

### Historische Beschreibungen
In den Oberamtsbeschreibungen des Fürstentums Ansbach von Johann Georg Vetter aus dem Jahr 1732 wird der Ort folgendermaßen beschrieben:

„Vestenberg und Adelmannsgesäs Ein Dorff, darinnen nebst dem Hochfürstl. Anspachl. vom Herrn von Eyb erst kürzlich erkauften Schloß und Schloßhoff, Kirchen, Pfarr, und Schuhlhauß noch der, auf dem Berg stehende Schaafhoff und 24. zum Schloß gehörige Unterthanen, worunter die 2. Mühlen und das Prauhauß begriffen, seyn des Zehendens und der Güllt befreyet. Die Gemeinsherrschafft, Kirchweyh Schutz und Vogthey gehört zum Schloß, die Hochfraischl Obrigkeit aber, in das allhiesige Ober- und Castenamt Anßpach.“

Im Geographischen statistisch-topographischen Lexikon von Franken (1804) wird der Ort folgendermaßen beschrieben:

„Vestenberg, Pfarrdorf mit 29 in das Oberamt Ansbach gehörigen Unterthanen. Die Herren von Eyb haben hier einen Rittersitz. Es soll das Stammhaus der ausgestorbenen adelichen Familie von Vestenberg seyn.“

Im Topo-geographisch-statistischen Lexicon vom Königreiche Bayern (1832) wird der Ort folgendermaßen beschrieben:

„Vestenberg, Pfarrdorf im L[an]dg[ericht] Ansbach und Dek[anat] Ansbach, mit 32 H[äusern], 146 E[inwohnern] und 1 Mühle, 2¼ St[unden] von Ansbach entfernt. Der Ort war schon im Anfange des Mittelalters das Stammhaus der Familie von Vestenberg, welche lange Zeit eine der ausgebreitesten und reichbegütertsten in Franken war. Um das J[ahr] 1288 gehörte er zu den Dornberg’schen Besitzungen. Gottfried v. Haideck, Schwiegersohn des Wolfram v. Dornberg, erhielt bei der Theilung die Burg Vestenberg mit ihren Zugehörungen. Als Afterlehen kam Vestenberg im J[ahre] 1435 an die Herren v. Eyb. Martin v. Eyb machte es zum Sitze einer von ihm gestifteten Linie. Veit Asmus v. Eyb ließ die verfallene Burg im J[ahre] 1565 wieder aufbauen, mit Mauern und 4 Thoren versehen und einen laufenden Brunnen dahin führen. Im J[ahre] 1715 wurde vom Würzburg[ischen] Fürstbischofe, Joh[ann] Philipp Franz, das dominium directum des Ritterguts Vestenberg an den Markgrafen Wilhelm Friedrich von Brandenburg-Ansbach abgetreten und bald darauf auch das Rittergut selbst mit allen Zugehörungen vom damaligen Besitzer, Freih[err] v. Eyb, gekauft, worauf es dem ehemal[igen] Vogtamte Flachslanden einverleibt wurde.“

### Baudenkmäler
In Vestenberg gibt es fünf Baudenkmäler:
- Evangelisch-lutherische Pfarrkirche St. Laurentius mit Friedhof und Friedhofsbefestigung[21]
- Brauhausstraße 9: Gasthaus[21]
- Brauhausstraße 16: Brauerei[21]
- Burgweg 6: Ehemaliges Schulhaus[21]
- Burgweg 10: Zweites Schulhaus in der ehemaligen Kirche[21]

ehemaliges Baudenkmal
- Haus Nr. 17: eingeschossiges Haus des 18. Jahrhunderts mit Zwerchgiebel und Mansarddach[22]

### Bodendenkmäler
In der Gemarkung Vestenberg gibt es zwei Bodendenkmäler, darunter
- Ruine der Burg Vestenberg, vermutlich eine Abschnittsburg der Herren von Vestenberg (später von Dornberg, von Heydeck, von Eyb, Ansbacher Markgrafen) im Südwesten des Ortes an einem Bergrücken. Erhalten geblieben sind die hohen Bruchsteinmauern mit zum Teil unzugänglichen Kelleranlagen. Seit 1953 wird das Gelände als Freilichtbühne genutzt. Sie wurde 2003 im Zuge der Dorferneuerung renoviert.[21]

### Einwohnerentwicklung
Gemeinde Vestenberg
| Jahr      | 1818   | 1827   | 1840   | 1852   | 1855   | 1861   | 1867   | 1871   | 1875   | 1880   | 1885   | 1890   | 1895   | 1900   | 1905   | 1910   | 1919   | 1925   | 1933   | 1939   | 1946   | 1950   | 1952   | 1961   | 1970   |
| Einwohner | 483    | 484    | 487    | 512    | 518    | 537    | 515    | 533    | 514    | 519    | 526    | 494    | 504    | 494    | 517    | 495    | 457    | 475    | 502    | 462    | 730    | 731    | 670    | 547    | 527    |
| Häuser    | 89     |        | 95     |        |        |        |        | 88     |        |        | 97     | 96     |        | 98     |        |        |        | 90     |        |        |        | 98     |        | 105    |        |
| Quelle    | [ 24 ] | [ 25 ] | [ 26 ] | [ 27 ] | [ 27 ] | [ 28 ] | [ 29 ] | [ 30 ] | [ 31 ] | [ 32 ] | [ 33 ] | [ 34 ] | [ 27 ] | [ 35 ] | [ 27 ] | [ 36 ] | [ 27 ] | [ 37 ] | [ 27 ] | [ 27 ] | [ 27 ] | [ 38 ] | [ 27 ] | [ 16 ] | [ 39 ] |

Ort Vestenberg
| Jahr      | 1818   | 1840   | 1861   | 1871   | 1885   | 1900   | 1925   | 1950   | 1961   | 1970   | 1987   | 2009  | 2015  | 2022  |
| Einwohner | 146 *  | 149    | 172 *  | 166    | 182    | 142    | 142    | 221    | 152    | 135    | 170 *  | 197 * | 187 * | 217 * |
| Häuser    | 32 *   | 34     |        |        | 32     | 35     | 30     | 29     | 31     |        | 45 *   |       |       |       |
| Quelle    | [ 24 ] | [ 26 ] | [ 28 ] | [ 30 ] | [ 33 ] | [ 35 ] | [ 37 ] | [ 38 ] | [ 16 ] | [ 39 ] | [ 40 ] | [ 1 ] | [ 1 ] | [ 1 ] |

## Religion
Der Ort ist seit der Reformation evangelisch-lutherisch geprägt und Sitz der Pfarrei St. Laurentius. Die Einwohner römisch-katholischer Konfession waren ursprünglich nach Unsere Liebe Frau (Heilsbronn) gepfarrt, seit 1992 ist die Pfarrei St. Franziskus (Neuendettelsau) zuständig.

## Wirtschaft
In Vestenberg gibt es mehrere kleine Handwerksbetriebe, bis 2011 gab es noch eine aktive Brauerei, die Löwenbräu Vestenberg.